# Eremochelis albaventralis
Eremochelis albaventralis är en spindeldjursart som beskrevs av Brookhart och Cushing 2005. Eremochelis albaventralis ingår i släktet Eremochelis och familjen Eremobatidae. Inga underarter finns listade i Catalogue of Life.